# 石月英雄
石月 英雄（いしづき ひでお　昭和42年11月22日 - ）は、日本の外交官。
東京大学教養学部教養学科卒業（平成3年3月）
東京都出身。

## 略歴
- 平成3年4月　外務省入省
- 平成17年8月　在英国日本国大使館 一等書記官
- 平成20年1月　在英国日本国大使館 参事官
- 平成20年8月　大臣官房会計課 首席事務官
- 平成22年7月　経済局政策課企画官
- 平成23年6月　兼総合外交政策局軍縮不拡散・科学部不拡散・科学原子力課 国際原子力協力室（～平成23年6月）
- 平成24年8月　大臣官房報道課長
- 平成26年7月　北米局北米第一課長
- 平成27年10月　大臣官房在外公館課長
- 平成29年7月　在中華人民共和国日本国大使館 公使
- 令和2年7月　大臣官房参事官兼アジア大洋州局、アジア大洋州局南部アジア部
- 令和3年6月　兼第９回太平洋・島サミット準備事務局長（～令和3年7月）
- 令和4年6月　大臣官房参事官兼アジア大洋州局（大使）、アジア大洋州局南部アジア部
- 令和4年7月　兼故安倍晋三国葬儀準備事務局長
- 令和4年8月　大臣官房審議官（故安倍晋三国葬儀準備事務局長、アジア大洋州局（大使）、アジア大洋州局南部アジア部）
- 令和6年1月　国際協力局長[2]

## 同期
- 有馬裕（23年北米局長・22年南部アジア部長・21年大臣官房審議官（大使））
- 内田浩行（22年ストラスブール総領事）
- 大鶴哲也（22年内閣総理大臣秘書官）
- 小川秀俊（23年コンゴ民主共和国大使）
- 北川克郎（24年欧州局長）
- 河邉賢裕（23年総合外交政策局長・22年北米局長・21年在米国大使館公使）
- 島田丈裕（24年在米国大使館公使・22年儀典長・21年大臣官房総括担当審議官兼公文書監理官）
- 髙橋良明（24年バンクーバー総領事）
- 橋場健（23年スポーツ庁審議官・21年リオデジャネイロ総領事）
- 松永健（23年トロント総領事）
- 御巫智洋（24年次席国連大使・22年国際法局長）
- 實生泰介（22年大臣官房審議官（アジア大洋州局、アジア大洋州局南部アジア部担当担当））
- 毛利忠敦（24年ウラジオストク総領事）